# Třída G 192
Třída G 192 byla třída torpédoborců německé Kaiserliche Marine z období první světové války. Celkem bylo postaveno šest jednotek této třídy. Společně představovaly jednu půlflotilu torpédoborců. Jeden torpédoborec byl potopen za světové války. Čtyři byly po skončení války v rámci reparací předány Spojenému království a sešrotovány. Pouze T196 zůstal ve službě v poválečné německé Reichsmarine a následně Kriegsmarine. Přečkal druhou světovou válku a roku 1945 jej získal Sovětský svaz, který jej na několik let zařadil do svého námořnictva.

## Stavba
Šest jednotek této třídy bylo objednáno ve fiskálním roce 1910. Jejich kýly byly založeny roku 1910 v loděnici Germaniawerft v Kielu. Do služby byly přijaty roku 1911.
Jednotky třídy G 192:
| Jméno | Zahájení stavby | Spuštění na vodu  | Zařazena do služby | Status |
| ----- | --------------- | ----------------- | ------------------ | --- |
| G 192 | 1910            | 5. listopadu 1910 | květen 1911        | Od února 1918 T192. V roce 1920 předán Velké Británii. Sešrotován. |
| G 193 | 1910            | 10. prosince 1910 | červen 1911        | Od února 1918 T193. V roce 1920 předán Velké Británii. Sešrotován. |
| G 194 | 1910            | 12. ledna 1911    | srpen 1911         | Dne 26. března 1916 taranován a potopen britským křižníkem HMS Cleopatra. |
| G 195 | 1910            | 12. dubna 1911    | září 1911          | Od února 1918 T195. V roce 1920 předán Velké Británii. Sešrotován. |
| G 196 | 1910            | 24. května 1911   | říjen 1911         | Od února 1918 T196. Po válce převzat německou Reichsmarine. Od roku 1937 vlajková loď minolovek. V prosinci 1945 v rámci reparací předán Sovětskému svazu a byl zařazen do sovětského námořnictva jako Pronzitělnyj. Vyřazen 1949. Sešrotován. |
| G 197 | 1910            | 23. června 1911   | listopad 1911      | Od února 1918 T197. V roce 1920 předán Velké Británii. Sešrotován. |

## Konstrukce

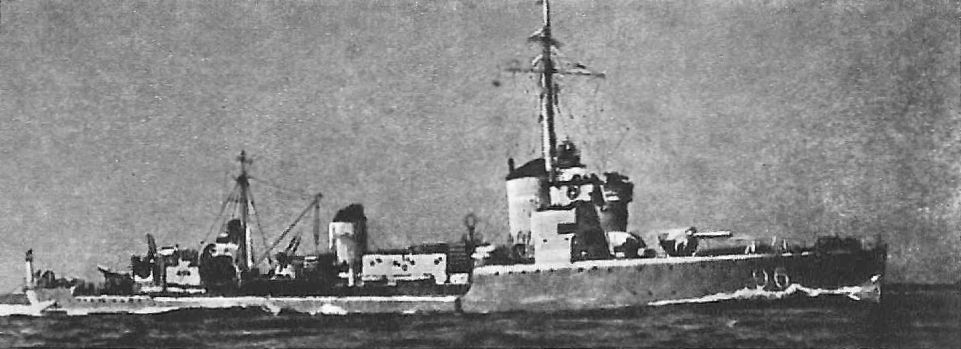
T196 (ex G 196)

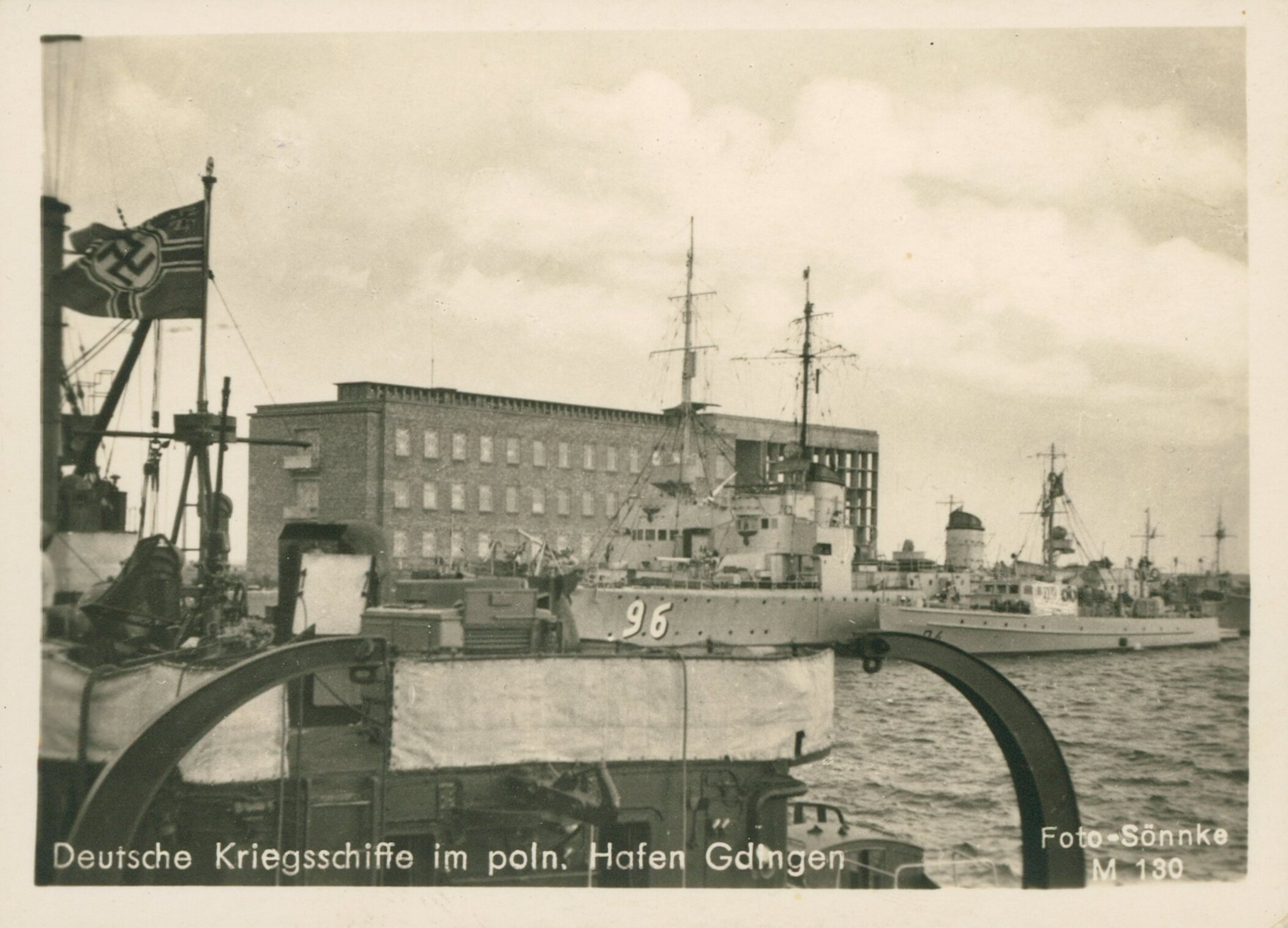
Německé válečné lodě ve Gdyni. Uprostřed T196 (ex G 196)

Hlavní výzbroj představovaly dva 88mm/27 kanóny TK L/30 C/08 a čtyři jednohlavňové 500mm torpédomety se zásobou pěti torpéd. Pohonný systém tvořily čtyři kotle Marine a dvě parní turbíny Germania o výkonu 18 200 hp, pohánějící dva lodní šrouby. Měly dva komíny. Nejvyšší rychlost dosahovala 32 uzlů. Neseno bylo 145 tun uhlí a 76 tun topného oleje. Dosah byl 1150 námořních mil při rychlosti sedmnáct uzlů.

### Modifikace
V letech 1916–1917 byly instalovány nové 88mm/42 kanóny TK L/45 C/14.
T196 byl během své služby v Reichsmarine několikrát modernizován. Roku 1923 dostal novou výzbroj dvou 105mm kanónů a dvou dvojitých 500mm torpédometů. Roku 1932 byla jeho výzbroj posílena o dva 20mm kanóny. Roku 1937 byl upraven pro službu vlajkové lodě minolovek. Odstraněny byly torpédomety a naopak zvětšeny kapacity ubikací.